# Ray Farrugia
Ray Farrugia (Floriana, 1º ottobre 1955) è un allenatore di calcio ed ex calciatore maltese, di ruolo centrocampista.

## Carriera

### Giocatore

#### Club
Soprannominato Zazu, Farrugia ha esordito nel 1974 con la maglia della squadra della sua città natale, il Floriana, con la quale ha militato fino al 1978. Nello stesso anno si è trasferito a Sydney in Australia, per giocare nel team locale dei Melita Eagles. Nel 1990 è tornato a Malta per chiudere la carriera nei Naxxar Lions, squadra con la quale si è ritirato dall'attività agonistica nel 1994.

#### Nazionale
Ha collezionato 3 presenze con la propria Nazionale, facendo il suo esordio nel 1977.

### Allenatore
Ha iniziato ad allenare negli stessi Naxxar Lions con i quali aveva chiuso la carriera da giocatore. Passato alla guida della Under-21, ha ricoperto l'incarico fino al 2002. Dopo aver trascorso alcuni anni allenando squadre della massima serie maltese quali Pietà Hotspurs, Marsaxlokk e Sliema Wanderers, nel 2011 è tornato alla guida della selezione giovanile maltese. Promosso nel 2014 assistente dell'allenatore della nazionale maggiore Pietro Ghedin, lo ha ufficialmente sostituito, subentrando nel ruolo di selezionatore, nel maggio del 2018. Ha guidato la nazionale maltese nella Nations League 2018-19 e nelle qualificazioni all'europeo 2020, ottenendo in entrambi i casi l'ultimo posto nel rispettivo gruppo.
Nel novembre 2019 la Federazione calcistica maltese ha annunciato che il suo contratto non verrà rinnovato.

## Statistiche

### Cronologia presenze e reti in Nazionale - Giocatore
| Cronologia completa delle presenze e delle reti in nazionale ― Malta | Cronologia completa delle presenze e delle reti in nazionale ― Malta | Cronologia completa delle presenze e delle reti in nazionale ― Malta | Cronologia completa delle presenze e delle reti in nazionale ― Malta | Cronologia completa delle presenze e delle reti in nazionale ― Malta | Cronologia completa delle presenze e delle reti in nazionale ― Malta | Cronologia completa delle presenze e delle reti in nazionale ― Malta | Cronologia completa delle presenze e delle reti in nazionale ― Malta |
| Data                                                                 | Città                                                                | In casa                                                              | Risultato                                                            | Ospiti                                                               | Competizione                                                         | Reti                                                                 | Note                                                                 |
| -------------------------------------------------------------------- | -------------------------------------------------------------------- | -------------------------------------------------------------------- | -------------------------------------------------------------------- | -------------------------------------------------------------------- | -------------------------------------------------------------------- | -------------------------------------------------------------------- | -------------------------------------------------------------------- |
| 6-9-1977                                                             | Tunisia                                                              | Tunisia                                                              | 2 – 1                                                                | Malta                                                                | Amichevole                                                           | -                                                                    |                                                                      |
| 17-12-1983                                                           | Rotterdam                                                            | Paesi Bassi                                                          | 5 – 0                                                                | Malta                                                                | Qual. Euro 1984                                                      | -                                                                    |                                                                      |
| 21-12-1983                                                           | Siviglia                                                             | Spagna                                                               | 12 – 1                                                               | Malta                                                                | Qual. Euro 1984                                                      | -                                                                    |                                                                      |
| Totale                                                               |                                                                      | Presenze                                                             | 3                                                                    |                                                                      | Reti                                                                 | 0                                                                    |                                                                      |

### Cronologia presenze e reti in Nazionale - Allenatore
| Cronologia completa delle presenze e delle reti in nazionale ― Malta | Cronologia completa delle presenze e delle reti in nazionale ― Malta | Cronologia completa delle presenze e delle reti in nazionale ― Malta | Cronologia completa delle presenze e delle reti in nazionale ― Malta | Cronologia completa delle presenze e delle reti in nazionale ― Malta | Cronologia completa delle presenze e delle reti in nazionale ― Malta | Cronologia completa delle presenze e delle reti in nazionale ― Malta | Cronologia completa delle presenze e delle reti in nazionale ― Malta |
| Data                                                                 | Città                                                                | In casa                                                              | Risultato                                                            | Ospiti                                                               | Competizione                                                         | Reti                                                                 | Note                                                                 |
| -------------------------------------------------------------------- | -------------------------------------------------------------------- | -------------------------------------------------------------------- | -------------------------------------------------------------------- | -------------------------------------------------------------------- | -------------------------------------------------------------------- | -------------------------------------------------------------------- | -------------------------------------------------------------------- |
| 29-5-2018                                                            | Wattens                                                              | Armenia                                                              | 1 – 1                                                                | Malta                                                                | Amichevole                                                           | -                                                                    |                                                                      |
| 1-6-2018                                                             | Schwaz                                                               | Georgia                                                              | 1 – 0                                                                | Malta                                                                | Amichevole                                                           | -                                                                    |                                                                      |
| 7-9-2018                                                             | Tórshavn                                                             | Fær Øer                                                              | 3 – 1                                                                | Malta                                                                | UEFA Nations League 2018-2019 - 1º turno                             | -                                                                    |                                                                      |
| 10-9-2018                                                            | Ta' Qali                                                             | Malta                                                                | 1 – 1                                                                | Azerbaigian                                                          | UEFA Nations League 2018-2019 - 1º turno                             | -                                                                    |                                                                      |
| 11-10-2018                                                           | Pristina                                                             | Kosovo                                                               | 3 – 1                                                                | Malta                                                                | UEFA Nations League 2018-2019 - 1º turno                             | -                                                                    |                                                                      |
| 14-10-2018                                                           | Baku                                                                 | Azerbaigian                                                          | 1 – 1                                                                | Malta                                                                | UEFA Nations League 2018-2019 - 1º turno                             | -                                                                    |                                                                      |
| 14-10-2018                                                           | Ta' Qali                                                             | Malta                                                                | 0 – 5                                                                | Kosovo                                                               | UEFA Nations League 2018-2019 - 1º turno                             | -                                                                    |                                                                      |
| 20-11-2018                                                           | Ta' Qali                                                             | Malta                                                                | 1 – 1                                                                | Fær Øer                                                              | UEFA Nations League 2018-2019 - 1º turno                             | -                                                                    |                                                                      |
| 23-03-2019                                                           | Ta' Qali                                                             | Malta                                                                | 2 – 1                                                                | Fær Øer                                                              | Qual. Euro 2020                                                      | -                                                                    |                                                                      |
| 26-03-2019                                                           | Ta' Qali                                                             | Malta                                                                | 0 – 2                                                                | Spagna                                                               | Qual. Euro 2020                                                      | -                                                                    |                                                                      |
| 7-6-2019                                                             | Solna                                                                | Svezia                                                               | 3 – 0                                                                | Malta                                                                | Qual. Euro 2020                                                      | -                                                                    |                                                                      |
| 10-6-2019                                                            | Ta' Qali                                                             | Malta                                                                | 0 – 4                                                                | Romania                                                              | Qual. Euro 2020                                                      | -                                                                    |                                                                      |
| 5-9-2019                                                             | Oslo                                                                 | Norvegia                                                             | 2 – 0                                                                | Malta                                                                | Qual. Euro 2020                                                      | -                                                                    |                                                                      |
| 8-9-2019                                                             | Ploiești                                                             | Romania                                                              | 1 – 0                                                                | Malta                                                                | Qual. Euro 2020                                                      | -                                                                    |                                                                      |
| 12-10-2019                                                           | Ta' Qali                                                             | Malta                                                                | 0 – 4                                                                | Svezia                                                               | Qual. Euro 2020                                                      | -                                                                    |                                                                      |
| 15-10-2019                                                           | Tórshavn                                                             | Fær Øer                                                              | 1 – 0                                                                | Malta                                                                | Qual. Euro 2020                                                      | -                                                                    |                                                                      |
| 15-11-2019                                                           | Cadice                                                               | Spagna                                                               | 7 – 0                                                                | Malta                                                                | Qual. Euro 2020                                                      | -                                                                    |                                                                      |
| 18-11-2019                                                           | Ta' Qali                                                             | Malta                                                                | 1 – 2                                                                | Norvegia                                                             | Qual. Euro 2020                                                      | -                                                                    |                                                                      |
| Totale                                                               |                                                                      | Presenze                                                             | 18                                                                   |                                                                      | Reti                                                                 | 9                                                                    |                                                                      |

## Palmarès

### Club
- Campionato maltese: 2

Floriana: 1974-1975, 1976-1977